# Novelty (Lokomotive)
Die Novelty (englisch für „Neuheit“) war eine Dampflokomotive, die durch John Ericsson und John Braithwaite erbaut wurde. Sie nahm 1829 am Rennen von Rainhill teil. Da sie Platz für mitfahrende Personen bot, kann sie auch als erster Triebwagen der Geschichte angesehen werden.
Die Novelty hat die Achsfolge A1 mit der Bezeichnung „WT“ (Abkürzung für well tank – laut Whyte-Notation ein Wasserbehälter an der Unterseite der Lokomotive). Sie gilt heute als die erste Tenderlokomotive. Die Lokomotive hatte ein neues Kesseldesign und eine Reihe anderer neuartiger Designmerkmale (was möglicherweise die Wahl des Namens erklärt). Einige ihrer Hauptkomponenten wiesen erhebliche Konstruktionsschwächen auf, die letztendlich dazu führten, dass sie bei den Prüfungen des Rennens von Rainhill scheiterte.

## DieNoveltywährend des Rennens von Rainhill

### Planung

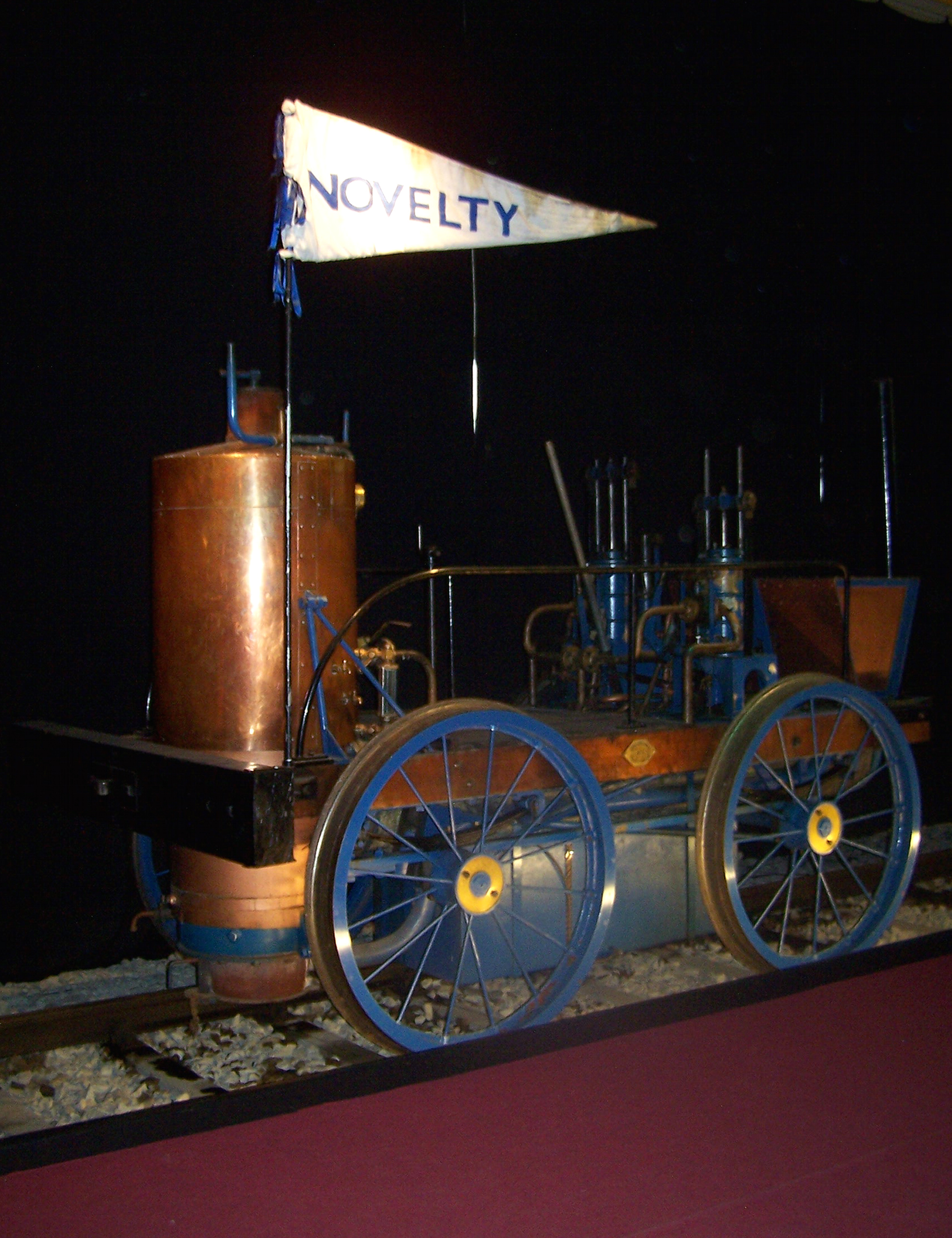
Nachbau der Novelty im Verkehrsmuseum in Nürnberg während der Ausstellung „Adler, Rocket und Co.“

In den späten 1820er Jahren arbeiteten Ericsson und Braithwaite gemeinsam am Bau von Pferdefeuerwehrfahrzeugen mit Dampfpumpen. Diese verwendeten einen von Ericsson entworfenen Kessel und wurden in den Londoner Werken von John Braithwaite gebaut.
Diese Feuerwehrfahrzeuge waren für ihre Fähigkeit bekannt, schnell Dampf zu erzeugen und sahen der Novelty sehr ähnlich.
Charles Vignoles wurde ebenfalls mit der Novelty in Verbindung gebracht. Sein praktisches Engagement ist jedoch nicht bekannt. Möglicherweise hat er sich aufgrund einer anhaltenden Konkurrenz mit George Stephenson der Eisenbahn angeschlossen.

### Bau
Ericsson und Braithwaite sollen erst sieben Wochen vor der geplanten Veranstaltung von dem Rennen von Rainhill erfahren haben, als Ericsson einen Brief von einem Freund erhielt, in dem es um das Rennen ging. Diese kurze Zeitspanne hat die Leute zu der Annahme veranlasst, dass es sich bei „Novelty“ tatsächlich um ein umgebautes Feuerwehrfahrzeug handelt. Es ist jedoch wahrscheinlicher, dass lediglich ähnliche Teile wie bei den Feuerwehrfahrzeugen verwendet wurden, die vielleicht für einen bestehenden Auftrag gebaut und bei der Novelty verwendet wurden.
Die Novelty wurde in der Londoner Werkstatt von Braithwaite gebaut und per Boot nach Liverpool transportiert. Vor dem Transport blieb keine Zeit, diese in London zu testen. Erst nach Testläufen in Rainhill wurden mit Hilfe von Timothy Hackworth, der für das Rennen die Sans Pareil baute, Modifikationen an den Rädern durchgeführt. Diese waren erst in der falschen Spurweite und wurden dann korrigiert. John Braithwaite begründete diesen Fehler damit, dass so mehr Platz für den Kessel geschaffen werden konnte.

### Kessel

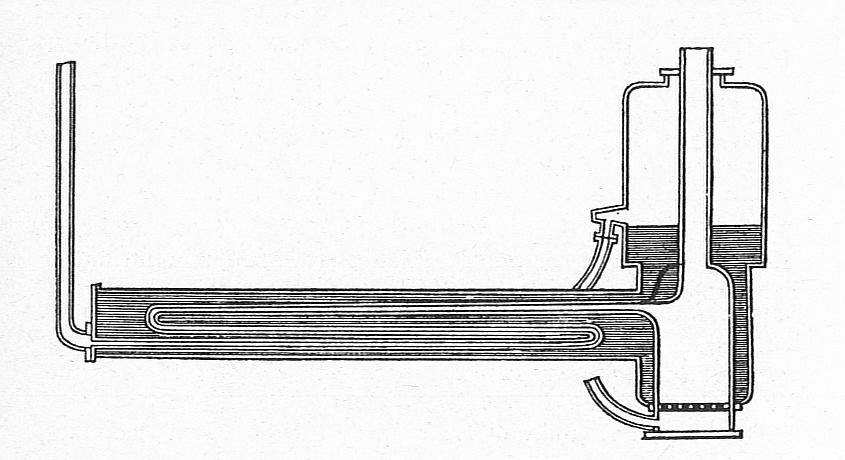
Schnitt durch den Kessel, Feuerraum rechts

Der bei der Novelty verwendete Kessel wurde von John Ericsson entworfen. Das Design war für die damalige Zeit sehr wissenschaftlich, erwies sich jedoch im Vergleich zum Kesseldesign, das für Rocket und die meisten Dampflokomotiven seitdem übernommen wurde, als sehr schwierig zu bauen.
Das auffälligste Merkmal des Kessels ist die vertikale Feuerbüchse aus Kupfer. Innerhalb des vertikalen Behälters befand sich der innere Feuerraum. Der Raum zwischen beiden war mit Wasser gefüllt (bis zu einer Höhe, die etwa dem Knöchel des Fahrers entsprach). Der Brennstoff wurde von oben hinzugefügt, wo ein Rohr durch die Oberseite der Feuerbüchse führte. Die Konstruktion der Feuerbüchse ähnelte einigen Arten von Vertikalkesseln, war jedoch nur ein Teil von Ericssons Entwurf.
Wie George Stephenson verstand Ericsson, dass eine große Fläche erforderlich war, um den heißen Gasen Wärme zu entziehen. Dies tat er durch ein langes, horizontales, mit Wasser gefülltes Rohr, das unter der gesamten Länge der Lokomotive verlief. Auf der Abbildung ist zu sehen, wie es nach rechts herausragt und an dem der vertikale Schornstein befestigt ist. Innerhalb des horizontalen Abschnitts befand sich ein Rohr, das die heißen Gase transportierte. Dieses bildete eine S-Form, sodass die Gase dreimal durch das Wasser strömten. Dieses S-förmige Rohr war ebenfalls verjüngt, wodurch die Gase beim Abkühlen schneller wurden. In der Praxis war dieses Rohr jedoch schlecht zu reinigen.
Der resultierende Kessel hatte die Form eines Hammers und musste am Rahmen angebracht werden, bevor die Fußplatte, die Zylinder oder das Gebläse hinzugefügt werden konnten.
Der Kessel nutzte „Druckluft“, die durch ein mechanisches Gebläse erzeugt wurde. Dadurch wurde Luft durch ein Rohr in den versiegelten Aschenkasten (unter dem Feuer) gedrückt. Nur sehr wenige Dampflokomotiven haben jemals „Druckluft“ verwendet. Der Hauptgrund dafür ist, dass zum Nachfüllen von Brennstoff entweder der Zug gestoppt oder eine Art Luftschleuse eingebaut werden muss. Die Novelty nutzte eine Luftschleuse, um den Brennstoff einzuleiten, aber es bestand immer noch die Möglichkeit, dass dem Heizer Flammen und heiße Gase ins Gesicht geblasen wurden.
Das Gebläse wurde über die Stangen angetrieben, die die Zylinder mit den Rädern verbanden, sodass der Luftzug proportional zur Drehzahl des Triebwerkes war und nicht wie bei einem Blasrohr von der Arbeitsleistung. Es wird davon ausgegangen, dass entweder das Gebläse bei stehender Lokomotive von Hand betätigt wurde oder die Antriebsräder von den Schienen abgehoben wurden. Genaue Details zur Gebläsekonstruktion sind heute nicht mehr bekannt.
Wasser wurde mithilfe einer von einem der Zylinder angetriebenen Pumpe in den Kessel gedrückt, was damals so üblich war.

### Zylinder
Zu dieser Zeit machten sich die Ingenieure Sorgen über ungleichmäßige Abnutzung der Kolben und Zylinder, wenn diese horizontal montiert waren. Deshalb wurden die meisten vertikal montiert, aber vertikale Zylinder, die direkt auf den Rädern liefen (wie bei der Sans Pareil), verursachten Probleme mit schlechtem Fahrverhalten und funktionierten nicht gut mit den Federn.

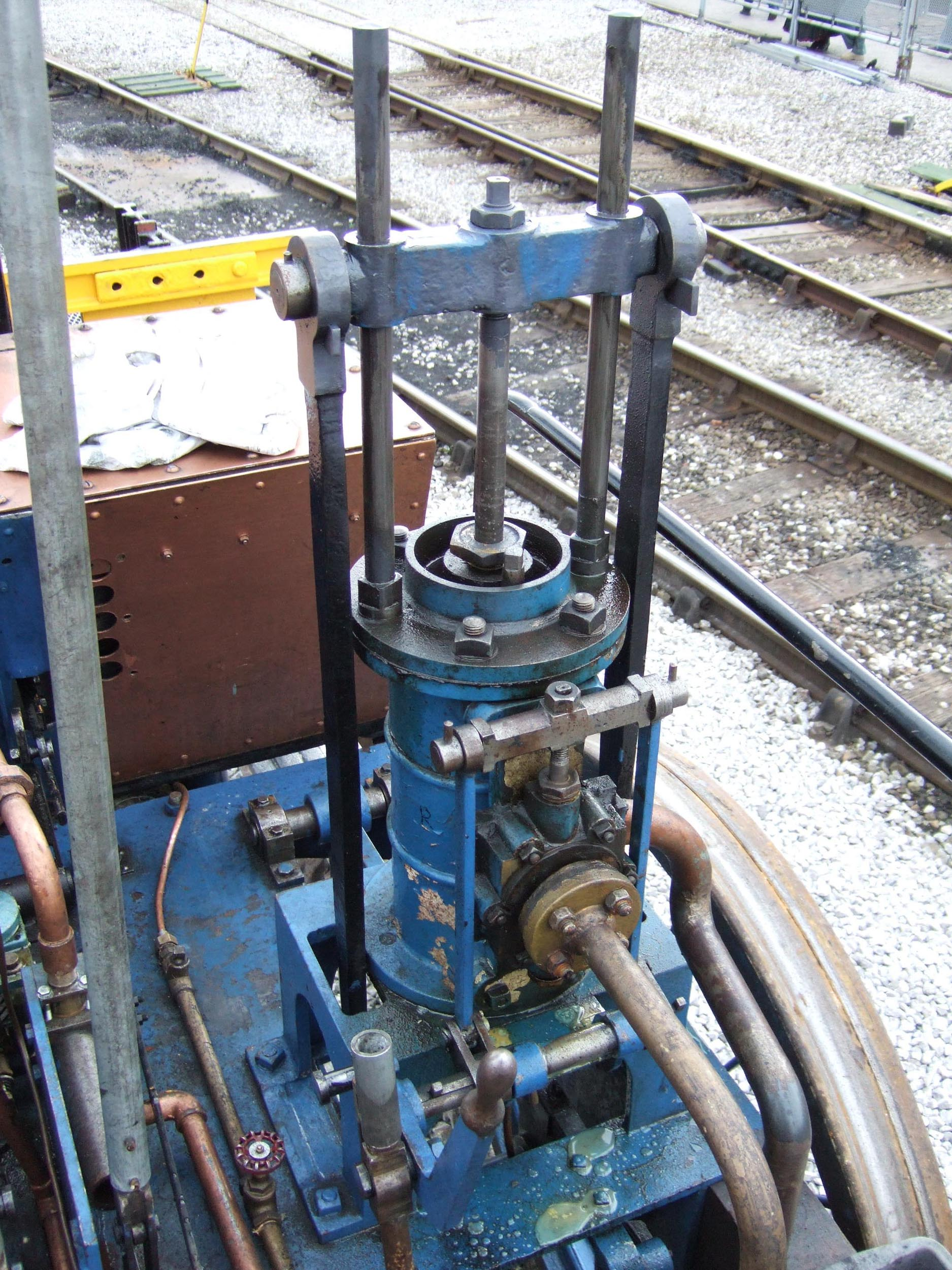
Zylinder beim Nachbau der Novelty

Bei der Novelty waren die Zylinder vertikal zur Rückseite der Lokomotive montiert (rechts von den Männern in der Abbildung oben). Direkt darunter befanden sich Winkelhebel, die den Antrieb auf horizontal umstellten. Pleuelstangen verbanden die Winkelkurbeln mit der Kurbelachse (die Achse links in der Abbildung). Bei der Novelty wurde dieses Prinzip vermutlich zum ersten Mal verwendet. Es basierte auf einem Patent von Joseph Reynolds aus dem Jahr 1816.
Der Ventiltrieb nahm einen ähnlichen Weg wie der Antrieb. Ein Effekt davon war, dass es viele Stifte und Glieder hatte, was jedoch zu Bewegungsverlust führte.
Die Räder selbst hatten eine Federung, ähnlich wie ein Fahrradrad. Diese wurden nach einem Patent von Theordore Jones von 1826 erbaut. Bei den Rädern wurde das Gewicht des Fahrzeugs an der Oberseite der Felge aufgehängt. Dabei standen die tragenden Speichen unter Spannung. Ursprünglich waren die Räder mit einer Kette gekoppelt, die jedoch vor dem Rennen entfernt wurde.
Die Achse unter dem Feuerraum (links in der Abbildung) wurden angetrieben, die andere Achse waren normalerweise nicht mit dem Antrieb verbunden, obwohl sie „bei Bedarf“ über eine Kette gekoppelt werden konnten.

### Die erste Tenderlokomotive
Die Novelty war die erste Tenderlokomotive, die ihr Wasser in einem Tank zwischen ihren Rädern transportierte.
Da sich eine der Regeln für die Rainhill Trials auf das Gewicht der Lokomotive ohne Tender bezog, musste eine besondere Sondererlaubnis für die Novelty erstellt werden.

### Beim Rennen von Rainhill
Das Rennen von Rainhill fand im Oktober 1829 statt. Die Novelty war der Publikumsliebling für den Sieg während des Rennens. Das mag daran liegen, dass sie wie eine Dampfkutsche aussah (was die Leute mit Geschwindigkeit und Verbesserungen im Transportwesen assoziierten), vielleicht aber auch daran, dass es nicht wie eine typische Zechenlokomotive der damaligen Zeit aussah. Bei den Demonstrationsläufen, die am ersten Testtag stattfanden, enttäuschte die Novelty nicht und schaffte eine Geschwindigkeit von etwa 28 Meilen (45 km/h). Zum Vergleich: Die Rocket schaffte eine Geschwindigkeit von 30 Meilen pro Stunde.
Bei den Vorbereitungen für die Versuche zeigte sich, dass Novelty sehr leicht ist und sehr schnell Dampf erzeugt.
Die Novelty war die erste Lokomotive, die getestet wurde. Ab dem zweiten Testtag begann die geplante Testreihe, doch sehr schnell fiel das Gebläse aus und Reparaturen mussten durchgeführt werden. Die Reparaturarbeiten nahmen den ganzen nächsten Tag in Anspruch. Als jedoch die Novelty das nächste Mal in Betrieb war, platzte die Wasserzuleitung und es mussten weitere Reparaturen durchgeführt werden, zu denen offenbar auch eine Dichtung am Kessel gehörte. Damals waren die Kessel mit einer zementartigen Substanz abgedichtet, deren ordnungsgemäße Aushärtung Tage, wenn nicht Wochen dauerte. Die Zeit ließ dies nicht zu und die Dichtung versagte schnell erneut, als die Probeläufe wieder aufgenommen wurden und die Lokomotive eine Geschwindigkeit von 15 Meilen erreichte.
Die wiederkehrenden Kesselprobleme veranlassten Ericsson und Braithwaite, sich von dem Rennen zurückzuziehen.
Bevor die Novelty aufgab, sollen die Stephensons ernsthafte Bedenken wegen der Novelty gehabt haben, da sie gut geeignet sei, die Bedingungen des Prozesses zu erfüllen. Zum einen hielten die Stephensons das zu ziehende Gewicht für zu leicht für eine praktische Eisenbahn. Außerdem hatte die Lokomotive den niedrigsten Verbrauch von Koks.

## Nach dem Rennen von Rainhill

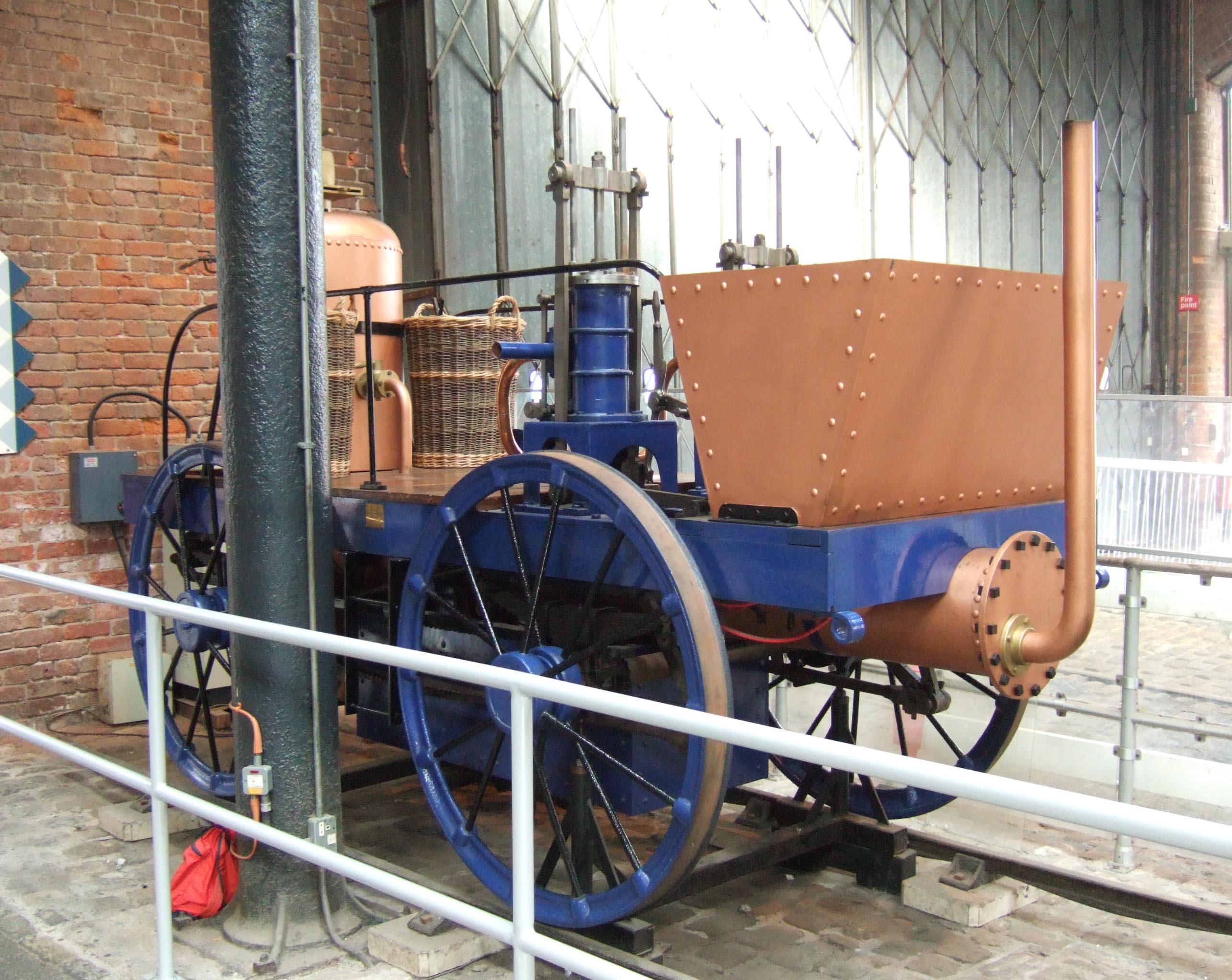
Modell in Originalgröße, das Originalteile der Novelty enthält

Nach dem Rennen wurden die Rocket sowie die Sans Pareil von der Liverpool and Manchester Railway gekauft. Nachdem alle Reparaturen abgeschlossen waren, führte Novelty eine Reihe erfolgreicher Demonstrationsläufe durch, aber es war zu spät, um irgendeinen Einfluss auf die Konkurrenz zu haben. Manchmal wird behauptet, dass bei einer dieser Demonstrationsfahrten die Lokomotive eine Geschwindigkeit von über 100 km/h erreichte, aber es gibt kaum Belege dafür und es könnte sich um eine Fehlinterpretation eines Zeitungsberichts handeln, der einen Eindruck von dem hohen Geschwindigkeiten vermitteln soll, die die Rainhill-Loks erreichten. Außerdem ist eine Geschwindigkeit von 100 km/h sehr unwahrscheinlich.

### Weitere Projekte von Ericsson und Braithwaite

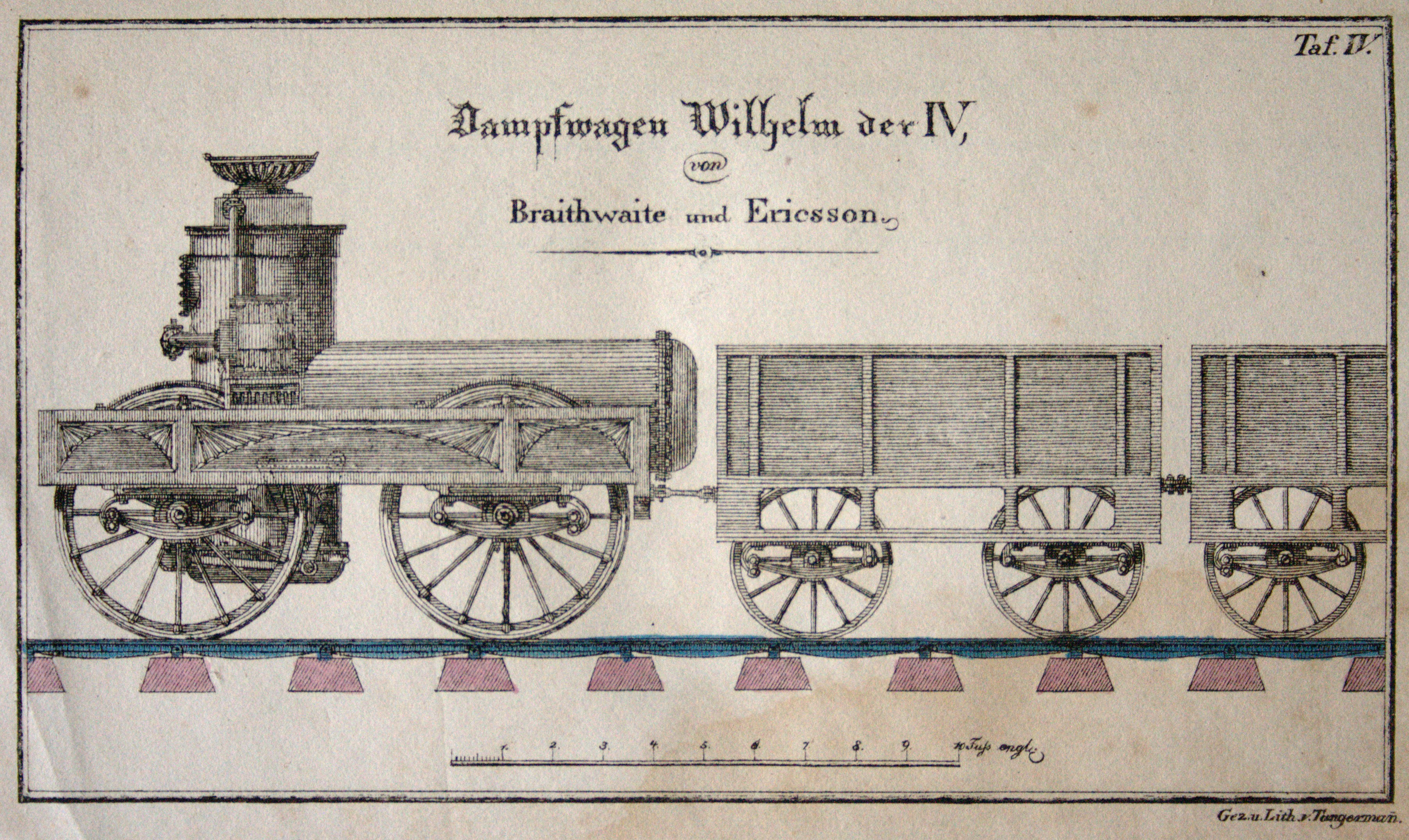
Zeichnung der William IV von 1833

Nach dem Rennen von Rainhill bauten Ericsson und Braithwaite zwei weitere Lokomotiven. Diese hießen William IV und Queen Adelaide. Die beiden Lokomotiven waren im Allgemeinen größer und robuster als die Novelty und unterschieden sich in einer Reihe von Details (zum Beispiel wird angenommen, dass eine andere Konstruktion des Gebläses verwendet wurde. Diese wurde „Induzierter Zug“ genannt und saugte die Gase aus dem Feuer ab). Das Paar führte Versuche auf der Liverpool and Manchester Railway durch, aber die Eisenbahn lehnte den Kauf der neuen Entwürfe ab.
John Ericsson wurde im Jahr 1833 von einem Londoner Transportunternehmen angestellt um im Londoner und Birminghamer Kanal Versuche mit untergetauchten Propellern durchzuführen. Im Jahr 1837 baute John Ericsson dann das erste propellerangetriebene Handelsschiff, dass ebenfalls Novelty genannt wurde.

### Verbleib
Später wurde die Novelty an die St. Helens and Runcorn Gap Railway übertragen und arbeitete dort einige Jahre lang. Während ihrer Zeit dort erhielt sie um 1833 neue Zylinder und einen neuen Kessel.
Vermutlich sind alle Räder und beide Zylinder (vermutlich das Original und der vom Umbau von 1833) erhalten geblieben.
Im Jahr 1929 wurden die Originalräder und ein Zylinder in ein maßstabsgetreues, nicht funktionsfähiges Modell eingebaut, das heute im Manchester Museum of Science and Industry ausgestellt ist. Dieser frühe Nachbau wurde 1988 umgebaut und verfügt über Batterien und einen Elektromotor, um ihn bewegen zu können, obwohl die Dampfkomponenten nicht funktionsfähig sind. Der andere Zylinder ist in der Rainhill Public Library ausgestellt.
Es ist nicht bekannt, dass andere britische Lokomotiven in diesem Stil gebaut wurden. Es werden Vergleiche mit vertikalen Kesselmotoren des 20. Jahrhunderts angestellt, beispielsweise denen von Sentinel aus Shrewsbury, aber tatsächlich waren die Prinzipien im Vergleich zu der der Novelty sehr unterschiedlich.

## Nachbau
Für die Rocket Veranstaltung 150. Jahrestag der Eröffnung der Liverpool and Manchester Railway im Jahr 1980 wurde von der Locomotion Enterprises in der Springwell-Werkstatt der Bowes Railway eine völlig neue Nachbildung der Novelty gebaut. Es handelte sich um einen voll funktionsfähige Nachbau, der so gebaut wurde, dass er bei der Präsentation auf der geplanten Veranstaltung korrekt aussah. Es wurden jedoch viele Änderungen vorgenommen, um die Baukosten zu senken und modernen Standards gerecht zu werden.
Einige der Unterschiede zwischen dem Original und der Replik sind:
- Anstelle von Schmiedeeisen wurde Kohlenstoffstahl verwendet, da Schmiedeeisen nicht mehr kommerziell hergestellt wurde, während Kohlenstoffstahl von jedem kommerziellen Hersteller verwendet wurde.

- Der Kessel der Lok besteht aus geschweißtem Stahl anstelle von Kupfer. Ein Kupferkessel wäre in Bezug auf die Materialien sehr teuer gewesen und hätte Fachkenntnisse erfordert, während geschweißter Stahl viel mit industriellen Druckbehältern gemeinsam hatte.

- Das Gebläse der Lok wurde aus Sperrholz gefertigt und kupferfarben lackiert. Das Gebläse dürfte Gegenstand von Entwicklungsarbeiten gewesen sein, da Sperrholz wesentlich günstiger und einfacher zu verarbeiten ist. Außerdem kämen nur wenige Menschen nahe genug heran, um den Unterschied zu erkennen.

- Es wurde eine auf beide Räder wirkende Handbremse montiert, wobei diese erst nach der Veranstaltung eingebaut wurde.

- Der Kessel wurde mit einem Schauglas und einem Bourdon-Manometer ausgestattet. Die den Anforderungen an jeden Dampfkessel, die für den sicheren Betrieb des Motors von entscheidender Bedeutung sind.

- Das Sicherheitsventil ist vom Typ „pop“ und nicht vom Typ „dead weight“. Da es sich bei den pop-Ventilen um einen in der Industrie üblichen Typ handelte, wurde dieser bevorzugt. Außerdem neigt ein dead weight-Ventil dazu, zu springen und somit Dampf zu verschwenden.

- Der Kessel des Nachbaus fasst etwa die doppelte Menge Wasser wie der des Originals. Dies liegt vor allem an der verwendeten Bauweise (Flanschverbindungen an den Fässern und Standard-Stahlrohr für das Rauchrohr). Außerdem wurden größere Wasserräume zwischen den Innen- und Außenplatten geschaffen. Daher ist der Feuerrost deutlich kleiner als beim Original.

Aus einem nicht ganz geklärten Grund wurden die Räder des Nachbaus mit sehr schmalen Profilen gebaut. Es ist möglich, dass die Räder einem Modell im Londoner Science Museum nachempfunden wurden. Daher war es nicht möglich, moderne Weichen zu befahren.
Während des 150. Jubiläums wurde die Novelty auf einem Wagen transportiert, der so abgestützt war, dass die Dampfmaschine laufen und die Räder sich frei drehen konnten.
Im Anschluss an das Jubiläum wurde die Novelty ein paar Mal in Manchester ausgestellt. Um 1982 wurde der Nachbau an das schwedische Eisenbahnmuseum Gävle verkauft und verließ das Vereinigte Königreich.

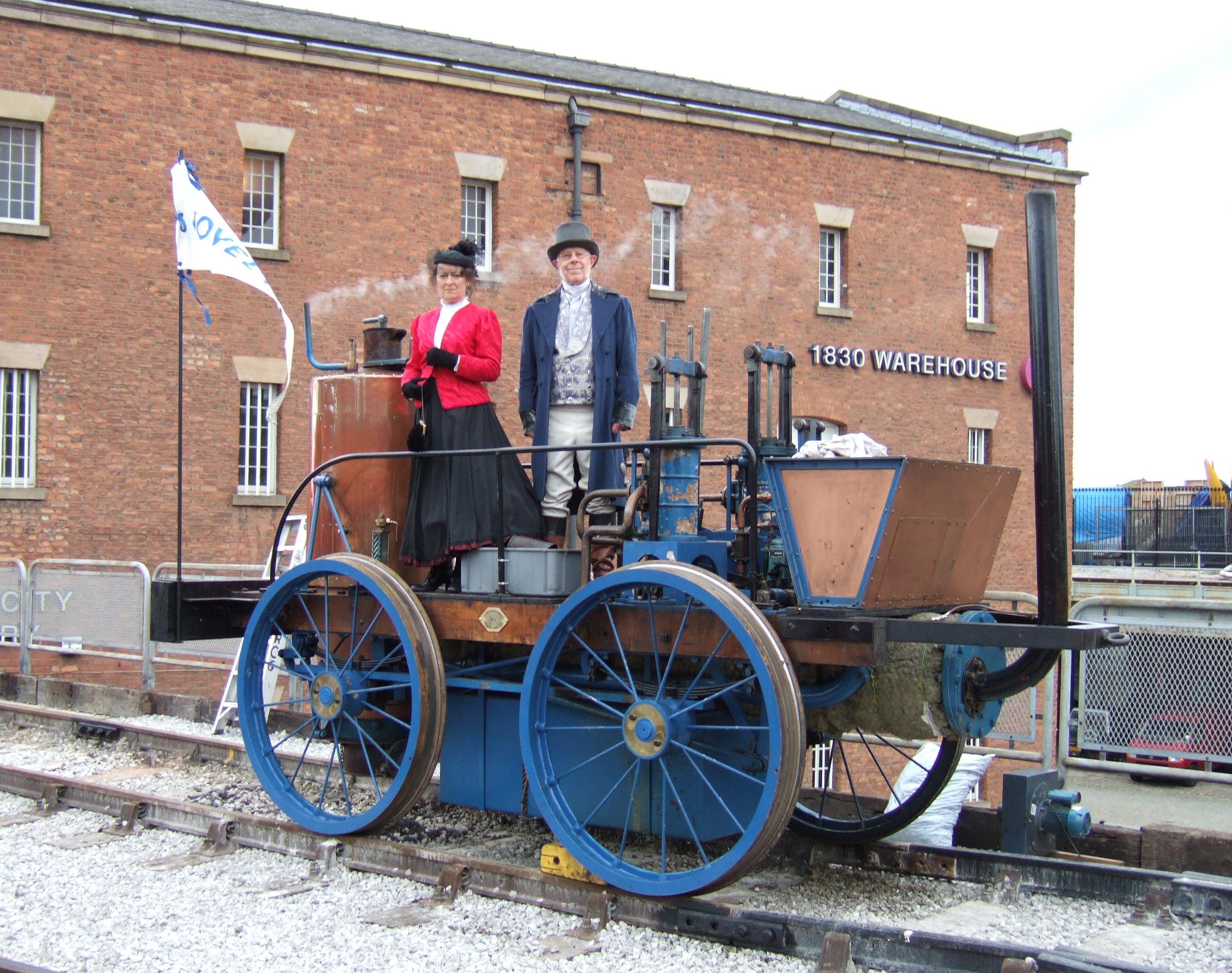
Nachbau der Novelty in Manchester, September 2005

Im Juli 2002 wurde die Novelty von seinem damaligen Zuhause in Ängelholm abgeholt, um es in einer Fernsehsendung zu verwenden. Im Frühjahr 2003 wurde es nach Schweden zurückgebracht, machte aber im Herbst 2005 einen kurzen Besuch im Museum of Science and Industry in Manchester. Im Jahr 2010 machte es auch einen kurzen Besuch im Verkehrsmuseum Nürnberg.

### Überholung
Für die BBC-TV-Sendung Timewatch – Rocket and its Rivals wurde der Nachbau der Novelty zum National Railway Museum in York transportiert. Hier wurde es komplett zerlegt, um eine Untersuchung des Kessels und der Funktionsteile zu ermöglichen. Bevor die Lokomotive fahrbereit war, mussten mehrere Dinge erledigt werden:
- Vollständige Kesselinspektion für Versicherungszwecke
- Kleinere Kesselreparaturen
- Modifikationen an den Rädern, um einen sicheren Betrieb auf normalen Eisenbahnen zu ermöglichen
- Reinigung und Neulackierung des Wassertanks
- Lösen mehrerer festsitzender Wasserventile
- Teilweise Neulackierung

Der Hauptpunkt dieser Arbeit war die Modifikation der Räder. Die von der Werkstatt des Nationalen Eisenbahnmuseums gewählte Lösung bestand darin, einen Metallbauer damit zu beauftragen, vier Ringe aus 40 mm dickem Stahlblech zu schneiden. Diese wurden mit ausreichender Präzision geschnitten, sodass keine weitere Bearbeitung erforderlich war. Die Ringe wurden dann an die vorhandenen Räder geschraubt und waren ein voller Erfolg.
Nach dem Zusammenbau wurde die Lokomotive in York einem Dampftest unterzogen, bevor sie zum Bahnhof Carrog der Llangollen Railway transportiert wurde. Erste Tests zeigten zwei Hauptprobleme: Erstens war die Verbindung zum Gebläse nicht stark genug, und zweitens führte der Betrieb der Wasserförderpumpe zu einem sehr starken Ansaugen des Kessels. Später stellte sich heraus, dass die Förderpumpe fünfmal so groß war wie die für den Motor erforderliche. Dies führte wahrscheinlich dazu, dass Luft in das horizontale Kesselrohr geleitet wurde, was wahrscheinlich zum Ansaugen führte.
Um das Rennen von Railhill vollständig nachzubilden, waren 20 Hin- und Rückfahrten entlang eines Abschnitts der Llangollen Railway erforderlich (zwischen den Bahnhöfen Carrog und Glyndyfrdwy). Die Novelty konnte nur 10 Fahrten absolvieren, bevor das Feuer vollständig mit Schlacke gefüllt war. Ein großes Problem stellte die Unfähigkeit dar, bei diesem Kesseltyp Schlacke aus dem Feuer zu entfernen. Die einzige Möglichkeit bestand darin, das Feuer vollständig zu löschen und von vorne zu beginnen.
Während der Fahrten für die Neuinszenierung der Versuche wurde die Novelty mit einem elektrischen Ventilator (angetrieben von einem Benzingenerator) anstelle des Gebläses betrieben. Selbst wenn man dies in der endgültigen Berechnung berücksichtigte, war Novelty wesentlich effizienter als die Sans Pareil.
Für die Neuinszenierung war die Nachbildung von Novelty zu langsam, um die Anforderungen der Originalversuche von Rainhill zu erfüllen, und schloss den Kurs nicht ab. Die zu jedem Zeitpunkt erreichte Höchstgeschwindigkeit betrug 17 Meilen pro Stunde (27 km/h), möglicherweise weil die Hauptdampfleitung vom Kessel den Fluss zu den Zylindern einschränkte.
Bei all den offensichtlichen Unterschieden zwischen dem Original und dem Nachbau und der Tatsache, dass die eingesetzte Lokomotivbesatzung nur über vier Tage Erfahrung im Betrieb der Lokomotive verfügte, kann nicht gesagt werden, dass der Nachbau der Novelty bei dieser Neuinszenierung des Versuchs die Leistung erbracht hat, die dieser entspricht. Das Original hätte es erreichen können, wenn 1829 mehr Zeit zur Verfügung gestellt worden wäre.

## Weitere Lokomotiven mit dem NamenNovelty

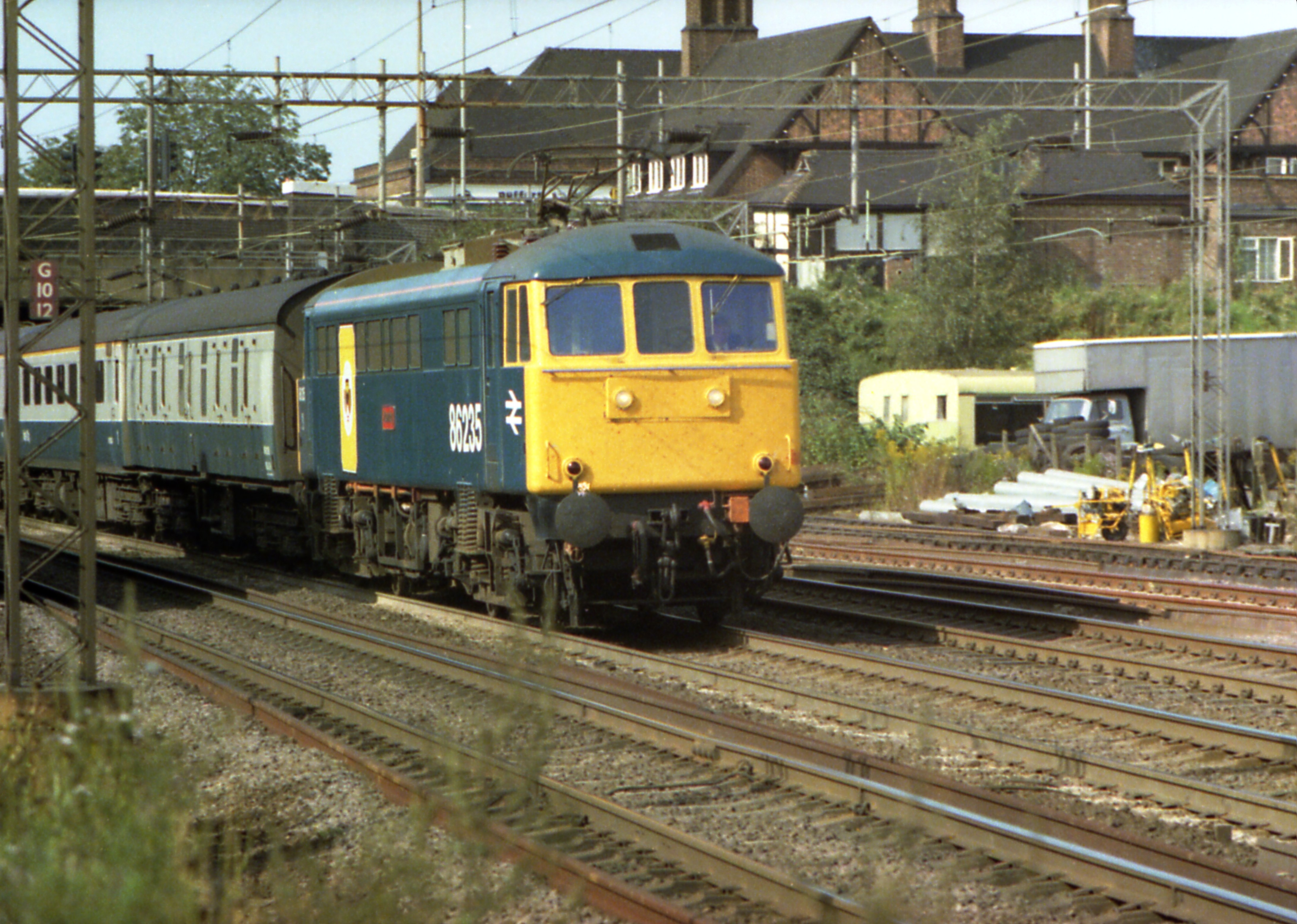
Die Novelty genannte Lokomotive der British Rail Class 86 mit der Nr. 86 235

Mit Ausnahme des Originals und der Nachbauten trugen die folgenden Lokomotiven den Namen Novelty:
- LNWR Newton Class Nr. 1682 der London and North Western Railway (offiziell wurde die Klasse Curved Link 6-ft 6-in Passenger genannt): Die Klasse wurde durch John Ramsbottom entworfen, der 76 Lokomotiven dieser Bauart baute. Nach ihm wurde die Baureihe unter der Leitung von Francis William Webb, der 20 weitere Lokomotive dieser Bauart baute, weiter gebaut.[12][13] Die Novelty genannte Lok wurde im Mai 1868 erbaut und im Juni 1892 durch die unten genannte gleichnamige Lok der LNWR Improved Precedent Class mit der Nummer 1682 ersetzt und anschließend verschrottet.
- LNWR Improved Precedent Class Nr. 1682 der London and North Western Railway (auch Renewed Precedent Class, später auch Jumbos genannt)[12]: Die Schnellzuglokomotiven wurden auch nach den Plänen von Francis William Webb erbaut. Die Lokomotive mit dem Namen Novelty wurde im Juni 1892 als Ersatz der gleichnamigen Lok der LNWR Newton Class erbaut. Im Juli 1928 wurde sie dann verschrottet.
- LMS Royal Scot Class Nr. 6127: Die Bauart wurde von Sir Henry Fowler entworfen. Die Nr. 6127 wurde im Jahr 1927 gebaut und trug den Namen Novelty. Im Juni 1936 wurde die Lok dann in The Old Contemptibles umbenannt. Das neue Namensschild der Lok, auf dem zwei gekreuzte Schwerter zu sehen sind, befindet sich heute im National Railway Museum in York.[14]
- LMS Jubilee Class Nr. 5733: Die Bauart wurde von William Stanier entworfen. Heute sind von ursprünglich 191 Lokomotiven nur noch die Nr. 45593 Kolhapur, die Nr. 45596 Bahamas, die Nr. 45690 Leander und die Nr. 45699 Galatea erhalten.[15] Die Lokomotive mit dem Namen Novelty wurde im November 1936 gebaut. Im September 1964 wurde sie schließlich ausgemustert.
- British Rail Class 86, Nr. 86 235 (auch E3194): Die Lok wurde im Jahr 1965 gebaut. Von 1970 bis 1990 hieß die Lokomotive Novelty. Danach wurde sie jedoch in Harold Macmillan umbenannt. Seit 1992 heißt die Lok Crown Point. Eine weitere Lokomotive derselben Bauart wurde außerdem nach der ebenfalls am Rennen von Rainhill teilgenommenen Sans Pareil benannt.[16]